# Alacritty
Alacrittyはパフォーマンスとシンプルさを重視した自由かつオープンソースのGPUアクセレレーション端末エミュレータである。タブや分割はサポートされておらず、テキストファイルを編集して設定する。Rustでプログラムされており、OpenGLを使用している。同様にOpenGLを使用する端末エミュレータとしてはkittyがある。

## 歴史
Joe Wilmは2017年1月6日にブログでAlacrittyを発表した。彼はこれを「既存のターミナルエミュレータに対する不満の結果である。多くのターミナルでtmux内でvimを使用するのは特に悪い経験だった。どれも十分に高速ではなかった」と説明している。また、urxvtとstの設定が難しく、「X11以外のプラットフォームで実行できない」ことを批判した。  
2018年9月のバージョン0.2.0のリリースで、Alacrittyはスクロールバックのサポートを開始した。  
2019年4月にリリースされたバージョン0.3.0では、Alacrittyはベータ版に入り、Windows、テキストのリフロー、URLのクリックのサポートが追加された。  
2020年7月にリリースされたバージョン0.5.0では、テキストの検索とコピー用のviキーバインドを備えたモードが追加された。  
2020年11月にリリースされたバージョン0.6.0では、検索をキャンセルしてviモードを終了するためのCtrl+Cバインディングが追加された
。

## 特徴
Alacrittyは標準の16色のANSIカラーに加えて、トゥルーカラーをサポートしている。  
Alacrittyは端末多重化ソフトウェアまたはウィンドウマネージャで同様の機能を実現できるため、タブや分割を明示的にサポートしていない。

## 設定
AlacrittyはTOML形式のテンプレートファイルを編集して設定する。